# 謝景溫 (知縣)
谢景温（？—？），宋朝政治人物。
谢景温曾于1044年接替钱贻范任华亭县知县一职，1046年由宋宜接任。